# We Were Tomorrow
We Were Tomorrow es una serie de televisión australiana estrenada el 1 de noviembre del 2016.

## Historia
Cuando un meteorito choca contra la luna, la Tierra es devastada por desastres naturales catastróficos, por lo que un pequeño porcentaje de la población se traslada a un mundo alterno conocido como el "Nuevo Mundo" y se les dan tres vidas para reconstruir la humanidad. Con el Nuevo Mundo en apuros, los hermanos gemelos Noah y Evelyn deberán navegar a través de tres vidas para encontrar a William y Siena, que tienen la otra mitad de sus llaves, las cuales cuando están conectadas abren una puerta a la Tierra, un año antes de que el meteoro golpee, permitiéndoles advertir a la humanidad.
Sin embargo lo cuatro tendrán problemas cuando Cain, un hombre maldecido con la inmortalidad, comienza a cazarlos con el objetivo de detenerlos a toda costa.

## Personajes

### Personajes principales
| Actor              | Personaje        | Ocupación | N.º de episodios | Duración        |
| ------------------ | ---------------- | --------- | ---------------- | --------------- |
| Chai Romruen       | Noah Reeves      | -         | -                | 2016 - presente |
| Madeleine Kennedy  | Evelyn Reeves    | -         | -                | 2016 - presente |
| Tim Pocock         | William Blane    | -         | -                | 2016 - presente |
| Alicia Banit       | Siena Woodlands  | -         | -                | 2016 - presente |
| Gyton Grantley     | Cain Foster      | -         | -                | 2016 - presente |
| Christopher Kirby  | "Alquemista"     | -         | -                | 2016 - presente |
| Lara Jean Marshall | Georgia-May Ford | -         | -                | 2016 - presente |
| Maya Stange        | Rebekah Reeves   | -         | -                | 2016 - presente |
| Haiden Walker      | Mauro Lopez      | -         | -                | 2016 - presente |
| David Beamish      | Nero             | -         | -                | 2016 - presente |
| Hallie Baker       | Fay Jackson      | -         | -                | 2016 - presente |
| Nikolai Nikolaeff  | Lloyd            | -         | -                | 2017 - presente |
| Amie Casey         | Roxy Woodlands   | -         | -                | 2017 - presente |

### Personajes recurrentes
| Actor             | Personaje                  | Ocupación | N.º de episodios | Duración        |
| ----------------- | -------------------------- | --------- | ---------------- | --------------- |
| Nicholas Westaway | Jonathan Reeves            | -         | -                | 2016 - presente |
| Johnny Brady      | Warrick Blane              | -         | -                | 2016 - presente |
| Tessa James       | Petra                      | -         | -                | 2016 - presente |
| Jason Wilder      | Jacob                      | -         | -                | 2016 - presente |
| Mark Daniel       | Riley                      | -         | -                | 2016 - presente |
| Dean Netherwood   | Ford                       | Sheriff   | -                | 2016 - presente |
| Chris Bridgewater | Ricket                     | -         | -                | 2016 - presente |
| Luca Mella        | Patrick Woodlands          | -         | -                | 2016 - presente |
| Ellie Popov       | Lucinda                    | -         | -                | 2017 - presente |
| Charlie Austin    | Nixy                       | -         | -                | 2017 - presente |
| Sienna Johnston   | Siena Woodlands (de joven) | -         | -                | 2017 - presente |
| Jayden Caulfield  | Warrick Blane (de joven)   | -         | -                | 2017 - presente |
| Cameron Caulfield | William Blane (de joven)   | -         | -                | 2017 - presente |
| Maitland Devlin   | Noah Reeves (de joven)     | -         | -                | 2017 - presente |
| Chiara Axnick     | Evelyn Reeves (de joven)   | -         | -                | 2017 - presente |
| Dylan Fortunaso   | Cain Foster (de joven)     | -         | -                | 2017 - presente |

### Antiguos personajes recurrentes
| Actor            | Personaje                 | Ocupación | N.º de episodios | Duración |
| ---------------- | ------------------------- | --------- | ---------------- | -------- |
| Francesca Mella  | Rebekah Reeves (de joven) | -         | -                | 2016     |
| Thomas Davenport | Ramiel                    | -         | -                | 2016     |
| Paul Adams       | Bishop                    | -         | -                | 2016     |
| Britt Laspina    | Joanne                    | -         | -                | 2016     |

## Producción
La serie es dirigida por Darwin Brooks, quien cuenta con el apoyo de la escritora Madeleine Kennedy.
Kennedy fue productora de la serie junto la productora ejecutiva Amie Casey.
Fue filmada en Ipswich, Queensland; así como en Heritage Village, Rockhampton en Australia y en Beijing, China. 